# Alexis Enam
Alexis Enam Mendomo (25 de novembro de 1986) é um futebolista profissional camaronês que atua como meia.

## Carreira
Alexis Enam representou a Seleção Camaronesa de Futebol, nas Olimpíadas de 2008. 